# Idioma peve
El pevé, a veces denominado lamé (el dialecto principal), es un miembro de la rama masa de la familia chádica que se habla en partes de Camerún y Chad.

## Variedades
El término "Zime" no se utiliza en Camerún, pero ALCAM (2012) lo utiliza para servir como término genérico para las variedades Lame, Peve y tres que se hablan en Camerún. Hay 5.720 hablantes (SIL 2000). El zime se habla en Camerún, en el departamento de Bénoué (región norte), a lo largo de la frontera con Chad. También se habla en Chad. Los dialectos que se hablan en Camerún son:
- Peve, en el norte, a caballo entre el distrito de Bibemi (departamento de Bénoué) y el distrito de Rey-Bouba(departamento de Mayo-Rey)
- Taari, en la zona central, en el distrito Rey Bouba (Departamento de Mayo-Rey) al oeste del Parque Nacional Bouba Njida
- Lame, en el distrito de Rey Bouba, pero al este del parque nacional de Bouba Njida, en la zona de Djibao (Dzipao). Es diferente del lame de Nigeria.

## Situación sociolingüística
Una encuesta de Ethnologue realizada en 1999 identificó alrededor de 30.000 hablantes de peve en Chad y 6.000 hablantes en las regiones Norte y Extremo Norte de Camerún (Ethnologue). Como la mayoría de los hablantes de lenguas chádicas, los hablantes de peve tienden a dominar su herencia del lenguaje, así como las lenguas vehiculares de sus respectivas áreas. Estos incluyen los idiomas mundang y fula, ambos miembros de la familia lingüística Níger-Congo, así como el francés, el inglés y otros idiomas. A diferencia de muchas lenguas vecinas, el número de hablantes de peve parece haber aumentado en las últimas dos décadas. Esto se debe en parte al Comité pour le Promotion de la Langue et de la Culture Lamé (CPLCL), una organización con sede en Camerún y Chad cuyo objetivo es compartir y preservar las costumbres y tradiciones culturales, incluido el uso del idioma.
El nombre Lamé también se utiliza para un dialecto del idioma relacionado Ngeté-Herdé.

## Gramática
Al igual que otras lenguas chádicas, el peve tiene un rico conjunto de formas y funciones gramaticales que difieren de las de lenguas estrechamente relacionadas, aunque las lenguas relacionadas pueden hablarse a sólo unos pocos kilómetros de distancia. Por ejemplo, Peve se diferencia de muchas lenguas chádicas en que tiene una cópula correspondiente a "ser". A diferencia de la mayoría de los idiomas con una cópula inherente, la cópula en Peve se puede usar en referencia al tiempo pasado o futuro, pero no en referencia al tiempo presente. Otra característica interesante de Peve es el uso de pronombres para marcar tiempo, modo y aspecto, junto con las funciones gramaticales de sujeto y objeto. Estas y otras relaciones inusuales forma-función hacen de Peve una fuente probable para futuros estudios lingüísticos.

## Fonológia

### Consonantes
|                   |                   | Labiales | Alveolares | Alveolares | Postalveolares | Velares | Glotales |
| planas            | sibilantes        | Labiales |            |            | Postalveolares | Velares | Glotales |
| ----------------- | ----------------- | -------- | ---------- | ---------- | -------------- | ------- | -------- |
| Nasales           | Nasales           | m        | n          |            |                | ŋ       |          |
| Oclusivas         | Sordas            | p        | t          | ts         | tʃ             | k       | ʔ        |
| Oclusivas         | Sonoras           | b        | d          | dz         | dʒ             | ɡ       |          |
| Oclusivas         | Implosivas        | ɓ        | ɗ          |            |                |         |          |
| Fricativas        | Sordas            | f        | ɬ          | s          |                |         | h        |
| Fricativas        | Sonoras           | v        | ɮ          | z          |                | ɣ       |          |
| Vibrante múltiple | Vibrante múltiple |          | r          |            |                |         |          |
| Aproximantes      | Aproximantes      | w        | l          |            | j              |         |          |

Contrariamente a afirmaciones anteriores, Peve no "contrasta" fricativas glotales sordas y sonoras ([h] vs. [ɦ]). [3]. De hecho, la "fricativa glotal sonora" no existe (ni fonológica ni fonémicamente) en pevé.

### Vocales
Peve tiene 5 vocales: /i/, /e/, /a/, /o/, /u/, más sus formas nasalizadas (/ĩ/, /ẽ/, /ã/, /õ/, /ũ/) . Las vocales /ɪ, ɛ, ɔ, ʊ/ ocurren como variaciones laxas de sus contrapartes tensas en sílabas cerradas y ocasionalmente en sílabas abiertas. 

## Publicaciones
Las formas y funciones gramaticales y semánticas de Peve, junto con muchas características culturales, se describen en detalle en A Grammar of Peve (ver más abajo), publicado en enero de 2020 por Brill Publishers. El volumen, basado en datos recopilados desde 2012 hasta la actualidad, está escrito por Erin Shay, profesora de lingüística en la Universidad de Colorado, Boulder, en colaboración con Lazare Wambadang, hablante nativo de Peve, educador profesional y presidente del Comité pour le Promotion. de la Langue et de la Culture Lamé.